# François Durif
François Durif, né le 22 juin 1968 à Clermont-Ferrand, est un écrivain et artiste français.

## Biographie
Il est diplômé de l'École nationale supérieure des beaux-arts de Paris en 1997.
Entre 2005 et 2008, il cherche à s'écarter du monde de l'art et travaille aux pompes funèbres.
De cette expérience, il crée un texte intitulé d'abord Comme si (...), et lors d'une résidence au Générateur (lieu d'art et de performance à Gentilly) en 2020, il nourrit ce texte en organisant des promenades au cimetière du Père-Lachaise, intitulées Promenades Durif,. De cette résidence, il tire Vide Sanitaire, un livre qui paraît en 2021 aux éditions Verticales,,.
En 2022-2023, il est pensionnaire à la Villa Médicis, où il travaille sur l'histoire du confetti et par extension, celle du carnaval.

## Publications

### Ouvrages
- Vide sanitaire, éditions Verticales, 2021[5],[6],[7]
- Percevoir : Thomas Sauvin, portfolio photographique : photos de Thomas Sauvin, texte de François Durif, éditions de La Martinière, 2022[9]
- Torno subito, éditions Verticales, 2024[10],[11],[12]

### Revues
- Livraison n°6, 2006, Rhinocéros, Strasbourg[13].
- L’Imagination est un lieu où il pleut, Collection Beautés, Galerie Jean Fournier, revue de Camille Saint-Jacques et Éric Suchère, 2014[14].

## Installations et performances
- Ici remue, au Générateur, Gentilly, 26 février 2020[15].
- A ciel ouvert, au Générateur, Gentilly, 15-26 juin 2020[16].
- Promenades Durif, au Cimetière du Père-Lachaise, septembre-juillet 2020[4].
- Ici revient, au Générateur, Gentilly, 12 octobre 2020[17].